# Halkokaristriden
Halkokaristriden var skärmytsling utanför Gamlakarleby under Krimkriget, då ett engelskt landstigningsförsök avvärjdes. 
I Halkokaristriden, som ägde rum den 7 juni 1854, deltog ett mindre ryskt förband (två kompanier) som skyndat till undsättning från Vasa, förstärkt med frivilliga, organiserade av kommerserådet Anders Donner, bland andra bonden Matts Gustafsson Kankkonen (1815–1899). Kejsaren lät måla den sistnämndes porträtt och hänga upp tavlan på slottet i Helsingfors, där den fortfarande kan beskådas. En engelsk barkass togs som krigsbyte och förvaras nu i en liten byggnad i Engelska parken. Engelsmännen förlorade tre officerare och 15 matroser i stupade, vartill tre officerare och 31 marinsoldater togs till fånga. På det ställe där bataljen ägde rum restes 1934 en minnesvård i granit.